# Kambrij
| Kambrij pred 541–485.4 milijoni let PreЄ Є O S D C P T J K Pg N |                                                    |
| Srednja vrednost atmosferskega O 2 skozi obdobje | ok. 12.5 prost. % (63 % sedanje vrednosti)         |
| Srednja vrednost atmosferskega CO 2 skozi obdobje | ok. 4500 ppm (16 krat pred industrijske vrednosti) |
| Srednja površinska temperatura skozi obsobje | ok. 21 °C (7 °C nad sedanjo vrednostjo)            |
| Višina gladine (nad sedanjo) | Počasi raste od 4 m do 90 m                        |
| Ključni dogodki kambrija-540 —–-535 —–-530 —–-525 —–-520 —–-515 —–-510 —–-505 —–-500 —–-495 —–-490 —–-485 —–N P ZP a l e o z o i kEdiakarijK a m b r i jOrdovicijT e r e n e u v i j 2. s t o p n j aM i a o l i n g i a nF u r o n g i a nFortunij "2. faza"3. faza"4. faza"WulijDrumijGuzhangijPaibijJiangshanij"10. faza" ←Orstenova favna←Burgessov skrilavec←Kailijevi endemiti←Izumrtje organizmov Archaeocyatha←Skrilavec Emu Bay←Sirius Passetovi endemiti←Chengjiangovi endemiti←Prvi Trilobiti←Razcepitev SSF, najprej ramenonožci & archaeocyathe←Prvi halkieriidi, mehkužci, hyolithni [Mala školjčna favna←Sled Treptichnus pedum Veliko dno δ 13Coglj. spremembe←Baykonurijska poledenitev Velika poledenitev Stratigrafska lestvica razdelitev ICS ter meja med predkambrijem in kambrijem. |                                                    |

Kámbrij je najstarejše geološko obdobje paleozoika, ki se je začelo pred 542 milijoni let ob koncu proterozoika in končalo pred približno 488 milijoni let z začetkom ordovicija. To je prva perioda paleozoika.
Takrat so se pojavili vsi nevretenčarji, razširile pa so se tudi morske alge. Fosili kambrijske eksplozije (pred 530 - 520 milijoni let) pričajo o prvi pojavitvi vseh sodobnih živalskih debel; iz te periode so prvi fosili s trdimi lupinami, na primer trilobiti.
Ime obdobja izhaja iz izraza Cambria, ki je srednjeveško latinsko ime za Wales; tam so kambrijske kamnine izpostavljene in so bile najprej opisane.
Pojavijo se tudi vsa strunarska debla.